# 岡山商科大学
岡山商科大学（おかやましょうかだいがく、英語: Okayama Shoka University）は、岡山県岡山市北区にある社会科学系私立大学である。
学校法人吉備学園が運営を行う。1911年創立、1965年大学設置。法学部、経済学部、経営学部の3学部がある。略称は商大（しょうだい）、岡山商大、岡商大、OSU。

## 教育理念

### 建学の精神
- 中正な思想を涵養し、広い視野をもって社会に貢献しうる人物の養成
- 学問と真理とに対して謙虚な情熱と不屈のファイトをもつ人物の養成
- 産業の現実に関心を持ち、文化的知性をそなえ、創造的に社会の発展を指向する人物の養成

### 教育の目標
社会事象を的確に捉え、分析し、解決する能力を備えた心豊かな人材の育成
- 幅広い学習機会の提供
- 専門学術の振興
- 心豊かな人材の育成

## 沿革
- 1965年（昭和40年）
  - 1月 -  岡山商科大学設置認可[2]。
  - 4月 - 開学[2]。商学部商学科設置。

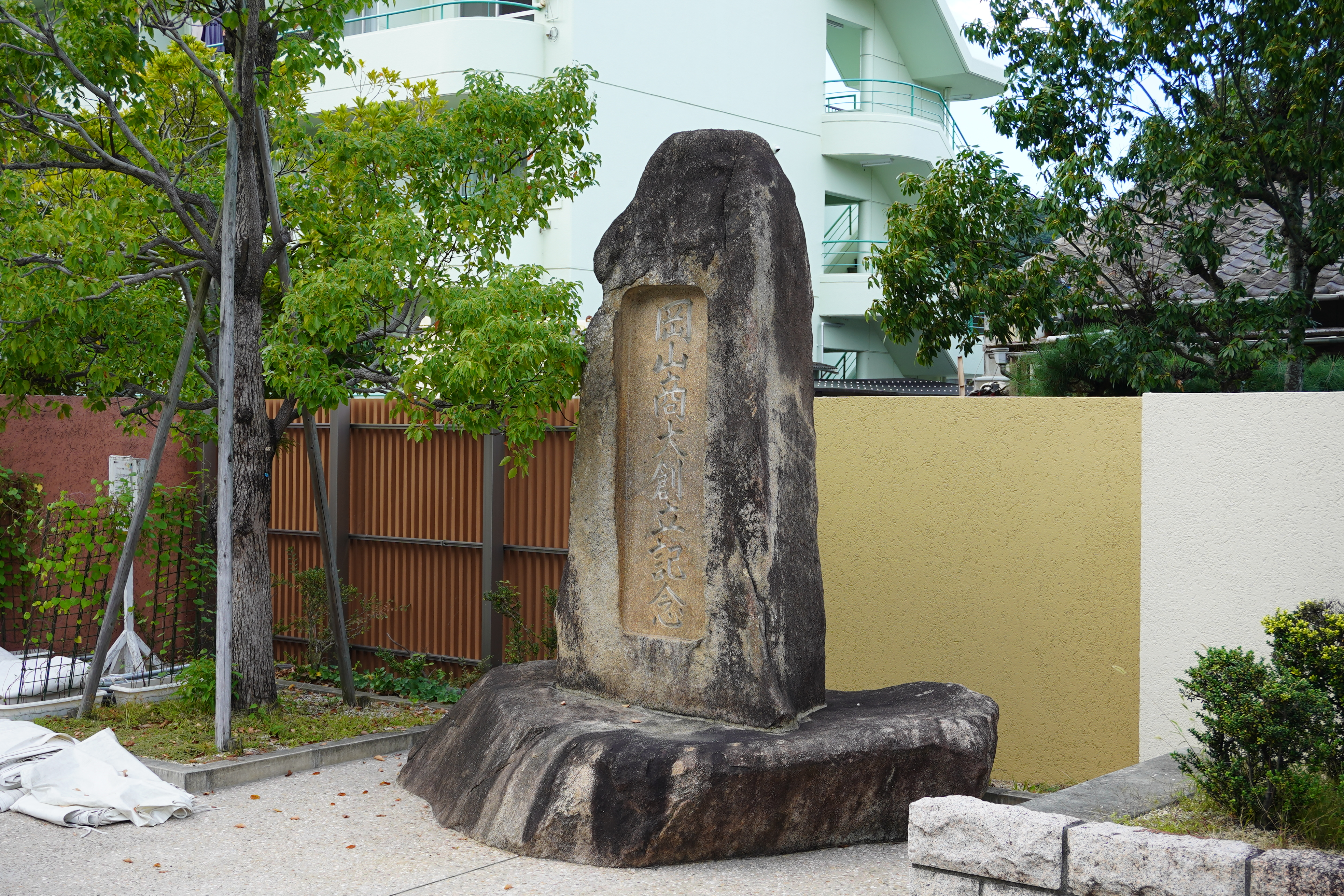
岡山商科大学創立記念碑

- 1971年（昭和46年）4月 - 商学部産業経営学科設置[2]。
- 1972年（昭和47年）
  - 3月 - 附属図書館完成[2]。
  - 4月 - 附属経営研究所設置[2]。
- 1991年（平成3年）4月 - 法経学部法学科・経済学科設置[2]。
- 1995年（平成7年）4月 - 大学院商学研究科商学専攻修士課程設置[2]。
- 1997年（平成9年）4月 - 商学部国際観光学科設置[2]。
- 1998年（平成10年）4月 - 大学院法学研究科、経済学研究科修士課程設置[2]。
- 1999年（平成11年）4月 - 附属経営研究所を社会総合研究所に改称[2]。
- 2005年（平成17年）4月 - 法経学部を法学部と経済学部に分離・改組、商学部会計学科設置[2]。
- 2007年（平成19年）
  - 4月 - 産学官連携センター設置[2]。
  - 11月 - 岡山商科大学孔子学院開設[2]。
- 2009年（平成21年）4月 - 商学部を経営学部に改組、経営学部経営学科・商学科設置[2]。
- 2017年（平成29年）3月 - 50周年記念室開設

## 教育および研究

### 組織

#### 学部
- 法学部
  - 法学科
- 経済学部
  - 経済学科
- 経営学部
  - 経営学科
  - 商学科

#### 大学院
- 法学研究科
- 経済学研究科
- 商学研究科

#### 大学事務部署
- 総務企画課
- 施設係
- 会計課

#### 入試事務部署
- 入試課

#### 教務事務部署
- 教務課
- 学生課
- 厚生係
- 留学生係

#### 就職事務部署
- キャリアセンター課

#### 図書事務部署
- 附属図書館

#### 地域・社会事務部署
- 産学官連携センター
- 社会総合研究所

#### 岡山商科大学孔子学院
- 孔子学院

## 象徴

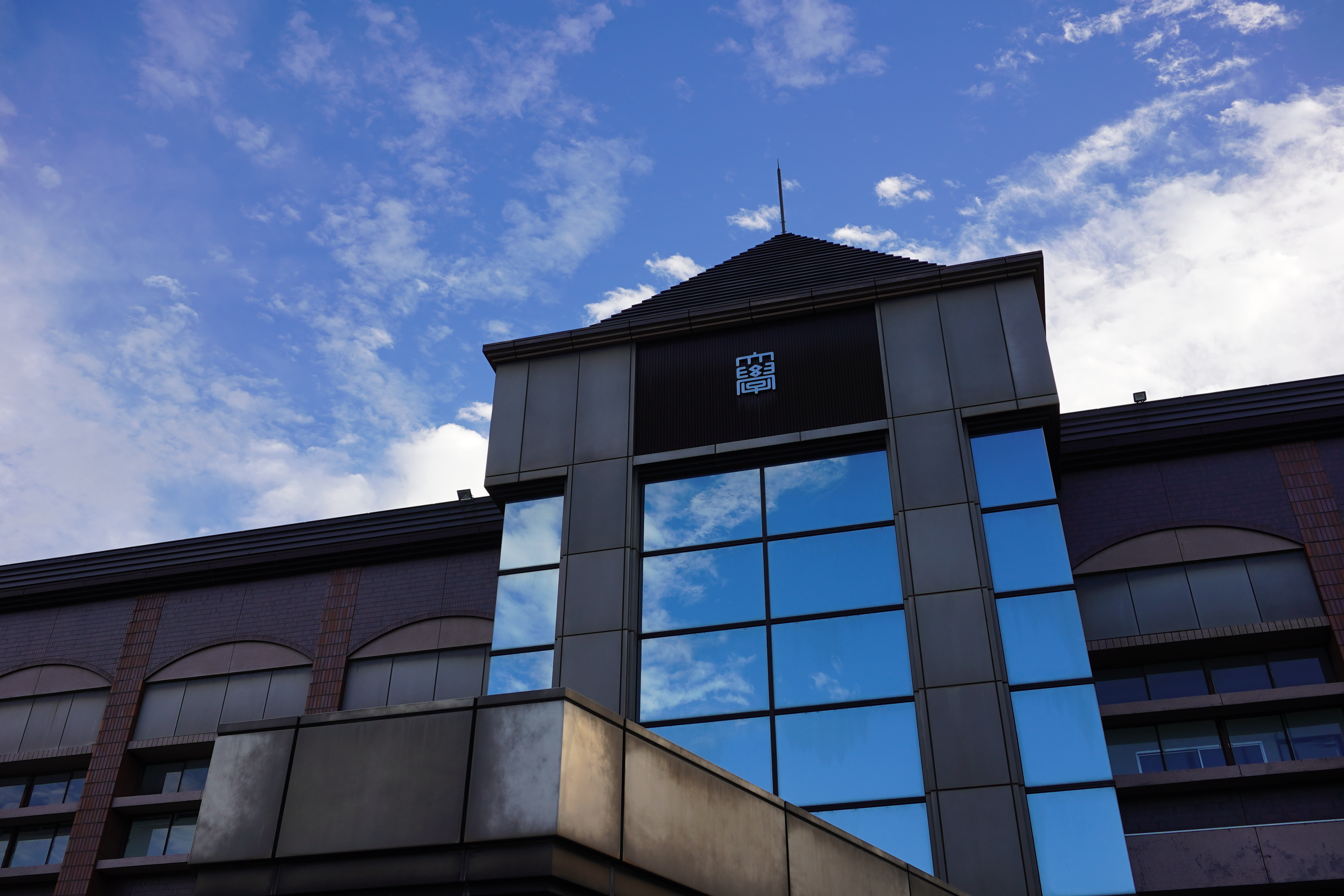
1号館屋上にある学章

### 学章
岡山商科大学の学章は、大学の「學」の字に「そろばんの玉」を中央にあしらっている。

玉が二つなのは、当時の商学科と産業経営学科が支えあうことを意味しており、大学の発展と団結を表現している。シンボル化された商人の魂（算盤）に建学の精神が強烈に刻み込まれている。

### 学歌
岡山商科大学学歌
作詞：有本芳水　 　曲：野上義臣

### 創立記念日
11月25日

## 学生生活

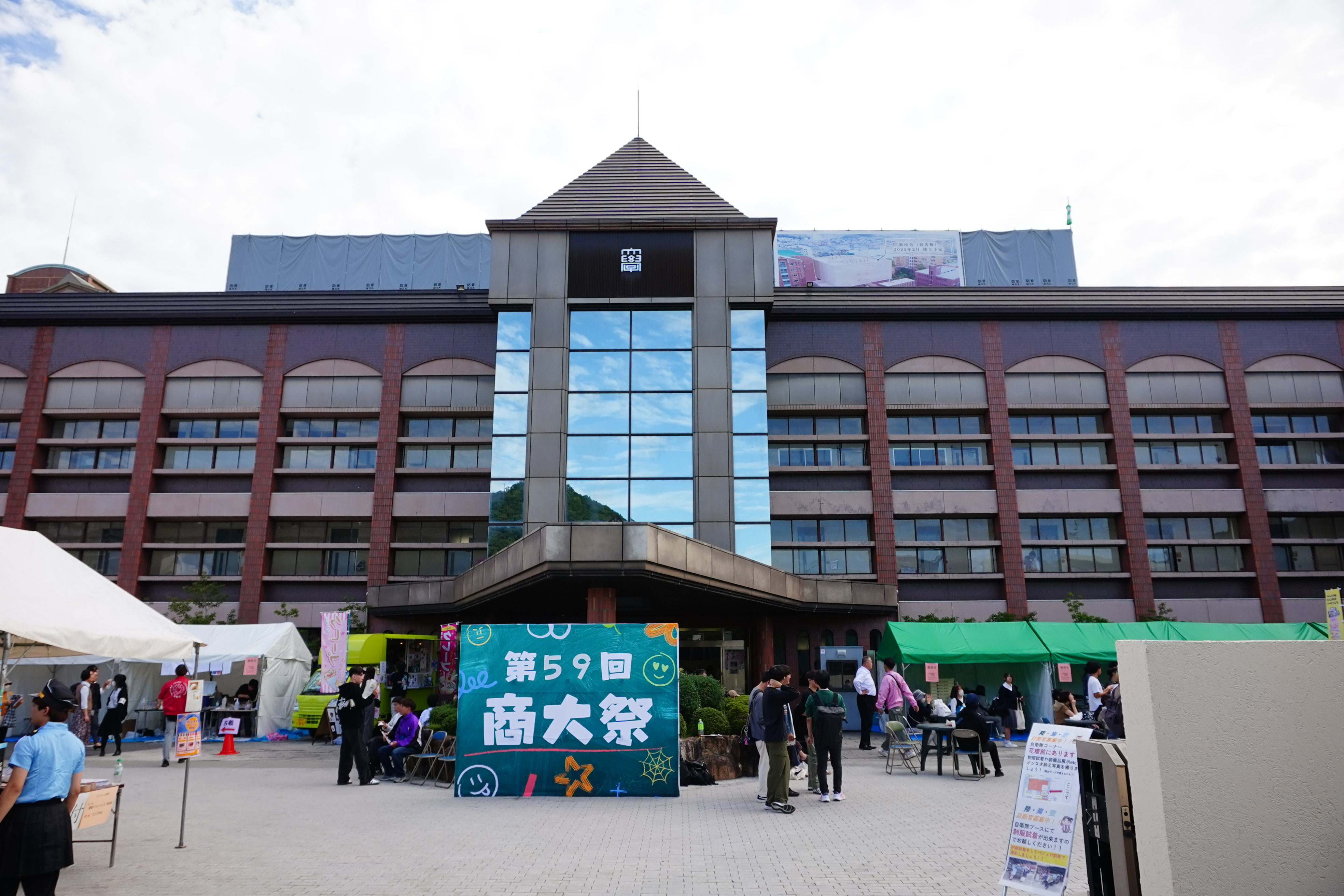
2024年第59回商大祭

### サークル一覧
学友会各本部
- 学友会執行本部
- 文化会本部
- 体育会本部
- 大学祭実行本部

体育系サークル
- ウエイトトレーニング部
- SPS部
- 弓道部
- 剣道部
- 硬式野球部
- ゴルフ部
- サッカー部
- 射撃部

- 柔道部
- 卓球部
- 男子バスケットボール部
- 軟式野球部
- 日本拳法部
- バドミントン部
- ボウリング部
- 陸上競技部

文化系サークル
- iSi部
- 軽音楽部
- 芸術部
- 吹奏楽部
- 博物館研究同好会
- 犯罪被害者支援部

- 国際交流同好会
- 経済研究同好会
- こころの支援研究同好会
- 動物愛護同好会
- ボランティア同好会
- 旅行研究同好会

### 学内施設

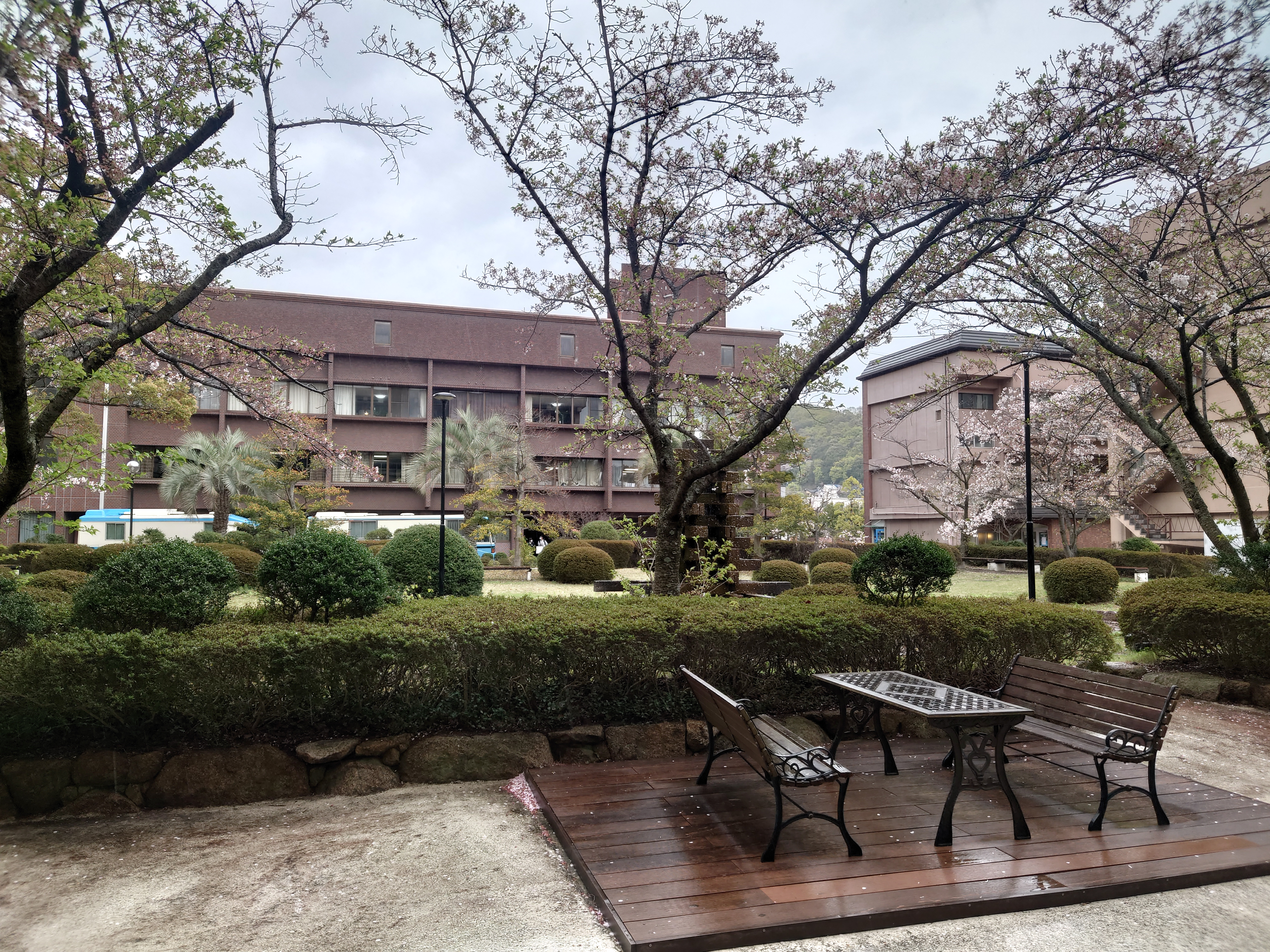
中庭（2023年リニューアル工事前）

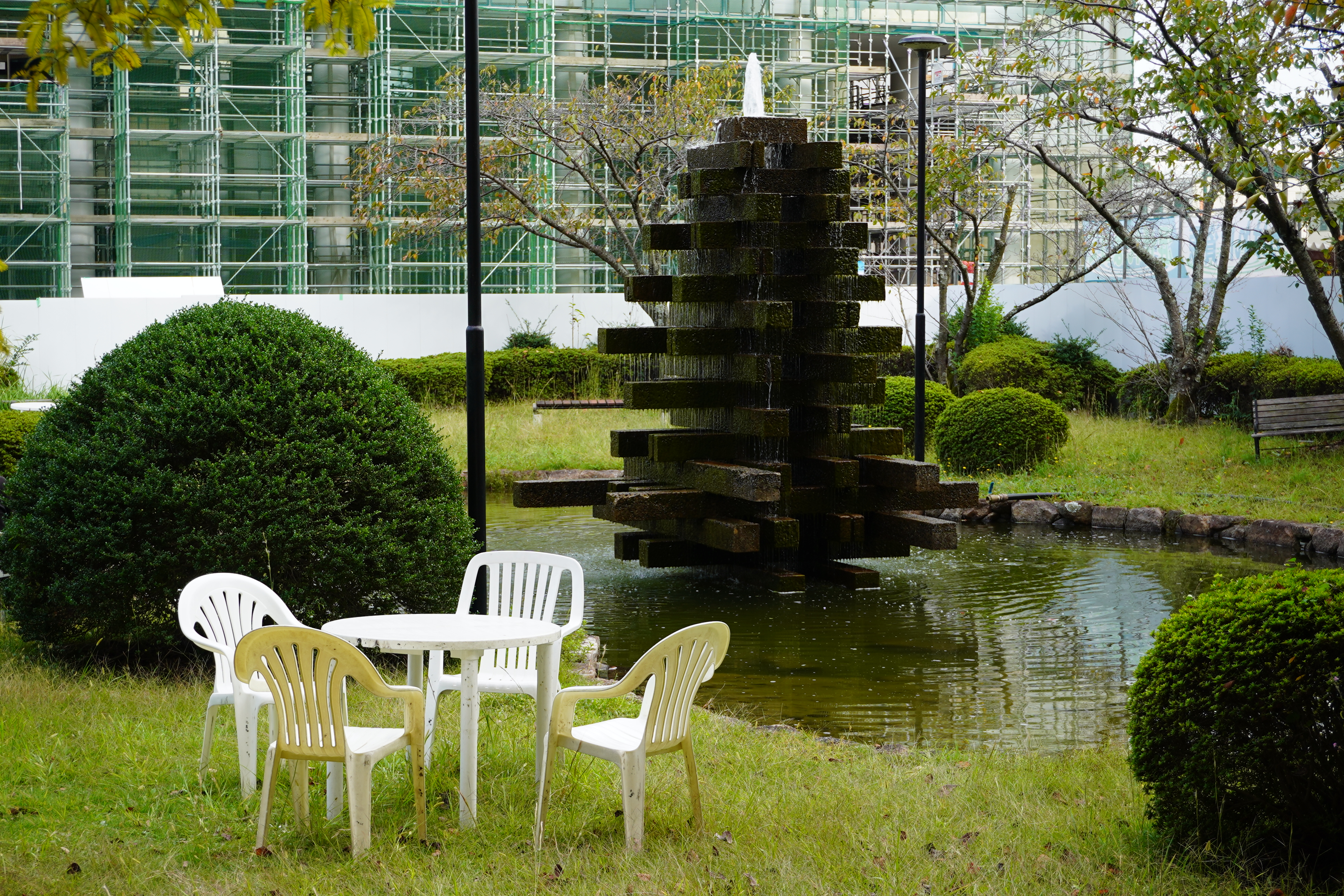
中庭と建設中の新校舎（2024年）

- 管理棟
  - 本館
  - 1号館
- 新館（11号館）
  - 学生課、教務課、入試課など
  - 産学官連携センター
  - キャリアセンター
  - 教員研究室
  - ファミリーマート岡山商科大学/S
  - パソコン教室
  - 多機能教室
  - イベントラウンジ
  - パティオ（中庭）
  - 自習コーナー
- 教学棟
  - 7号館
  - 8号館
- 図書館棟
  - 図書館
  - 孔子学院
- 学生寮・会館
  - 5号館
  - 第2~9学生会館
- 学生会館
  - 食堂
  - 自習スペース
- 井尻記念館
  - 売店（ヤマザキデイリー）
- 運動施設
  - 体育館
  - グラウンド
  - サッカー・ラグビー場
  - 弓道場
  - 野球部室内練習場
  - 卓球・剣道場
  - 体育部室
- 守衛室
- 駐車場・駐輪場

## 他の大学との交流

### 国内単位互換制度
大学コンソーシアム岡山
岡山県内17大学の間で、大学の枠を越えて行われる単位互換事業である。協定大学で実際に開講されている授業科目等を受講し、修得した単位を各学科の定める範囲内で卒業必要単位数に組み入れることが可能である。
- 岡山商科大学
- 岡山大学
- 岡山県立大学
- 新見公立大学
- 岡山理科大学
- 中国学園大学
- ノートルダム清心女子大学
- 山陽学園大学
- 就実大学

- 環太平洋大学
- 岡山学院大学
- 川崎医科大学
- 川崎医療福祉大学
- 倉敷芸術科学大学
- くらしき作陽大学
- 美作大学
- 吉備国際大学

松山大学・甲南大学単位互換制度
この制度は、単位互換協定を結んだ大学との間で、相互に学生の派遣および受入れを行い、それぞれの派遣先大学において修得した単位を、卒業必要単位数に組み入れる制度である。
- 甲南大学（経営学部）
- 松山大学（経営学部）

### 海外提携校
中国
- 中南民族大学
- 大連楓葉職業技術学院
- 南陽師範学院
- 瀋陽工業大学
- 威陽師範学院
- 江西師範大学科学技術学院
- 聊城大学
- 広東外語外貿大学南国商学院
- 大連新佳禾教育培訓学校
- 井岡山大学
- 嘉興学院
- 河南科技大学
- 長春理工大学
- 大連東軟情報学院継続教育学院
- 広東白雲学院
- 山東工商学院
- 通化師範学院

- 南陽理工学院
- 江西外語外貿職業学院
- 貴州財経大学
- 貴州財経大学商務学院
- 大連美恵教育諮詢有限公司
- 江西旅游商貿職業学院
- 大連海洋大学応用技術学院
- 江西財経大学職業技術学院
- 贛南師範学院
- 大連東軟情報学院
- 江西財経大学
- 東北師範大学人文学院
- 長春師範学院
- 吉林華橋外国語学院
- 浙江越秀外国語学院
- 長江大学
- 沙河口高端外国語培訓学校

- 九江学院
- 遼寧省対外貿易学校
- 大連海洋大学
- 大連民族大学
- 天津理工大学
- 大連商務職業学院
- 大連希望創生投資管理有限会社
- 北京龍凱弁護士事務所
- 大連市第十六中学
- 浙江省温嶺中学
- 洛陽理工学院
- 大連大学
- 東北師範大学
- 智力引進外語専修学院
- 江西師範大学
- 洛陽市人民友好協会
- 大連外国語大学

 台湾
- 臺灣真理大学
- 建国科技大学
- 南台科技大学

 韓国
- 祥明大学校
- C&J外国語語学院
- 仁川大学校
- 慶州大学校
- 盤松高等学校
- 清明高等学校
- 忠清大学校
- 韓国観光大学校

 ベトナム
- ハノイ大学
- ダナン大学
- ハイフォン大学
- タンロン大学

 カンボジア
- Paññāsāstra大学

 オーストラリア
- タスマニア大学

 ニュージーランド
- ワイアリキ工科大学

## 産学官連携情報

### 企業
- おかやま信用金庫（2007年9⽉）
- かさおか島づくり海社（2008年9⽉）
- トマト銀行（2011年6⽉）
- 山陽新聞社（2012年3⽉）

- 湯原観光協会、湯原町旅館協同組合（2015年11⽉）
- 廣安⽡建材（2017年8⽉）
- 北房農泊推進協議会、（一社）北房観光協会（2019年12月）

### ⾏政機関
- 新庄村（2005年4⽉）
- 笠岡市（2007年9⽉）
- 瀬戸内市（2011年7⽉）
- 岡山市（2013年9⽉）
- 備前市（2014年3⽉）
- 津山市（2014年5⽉）
- 真庭市（2015年11⽉）

- 和気町（2016年7⽉）
- 農林水産省中国四国農政局（2018年1⽉）
- 玉野市（2019年5月）
- 総社市（2020年8月）
- 岡山市（2021年8月）
- 笠岡市（2022年2月）

### 学校
- 岡山県立津山商業高等学校（2012年4⽉）
- 二松學舍大学（2015年3⽉）
- 岡山県立和気閑谷高等学校（2019年7月）

- 倉敷翠松高等学校（2022年6月）
- 倉敷高校（2022年8月）

## 附属学校

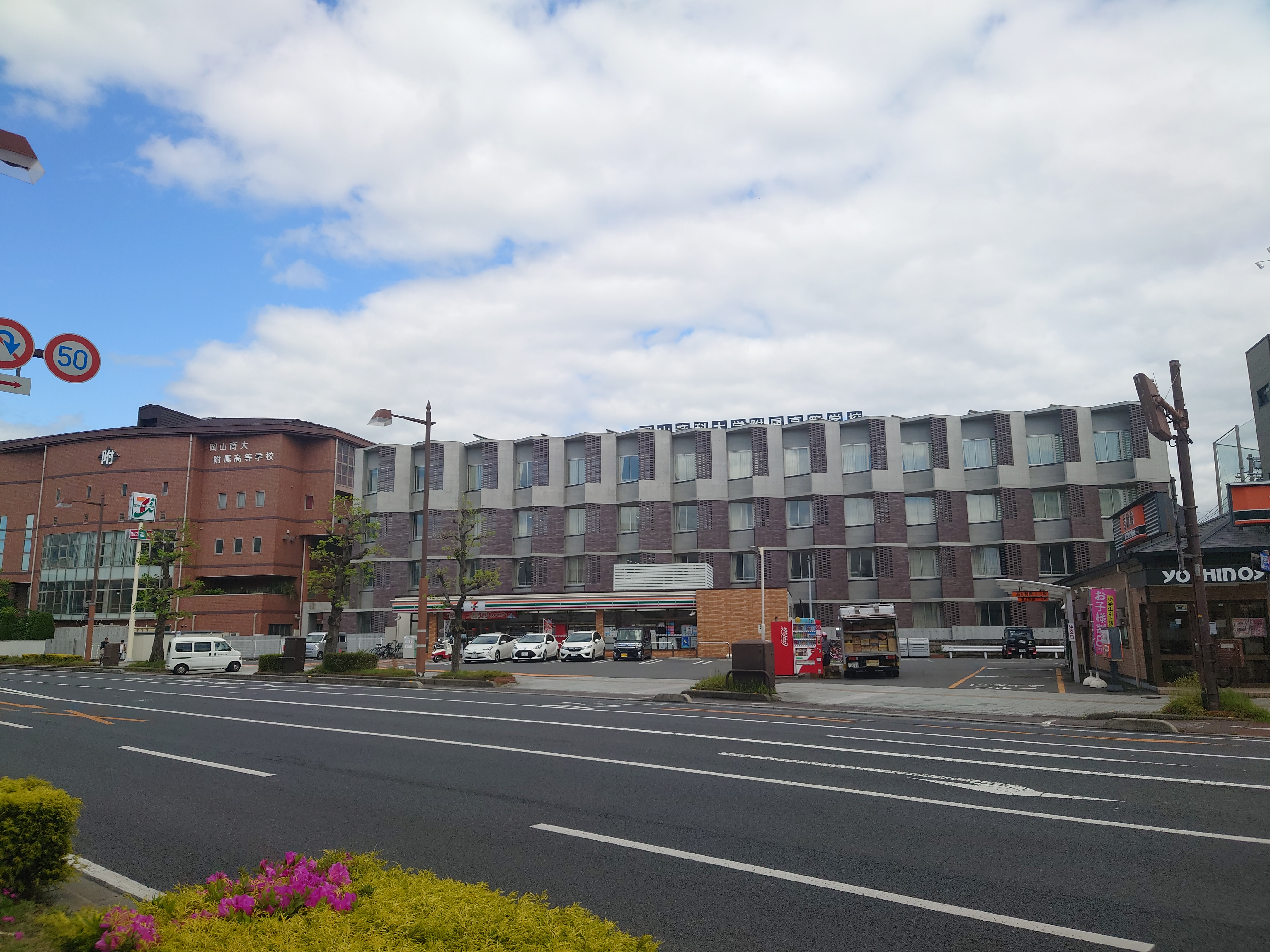
岡山商科大学附属高等学校

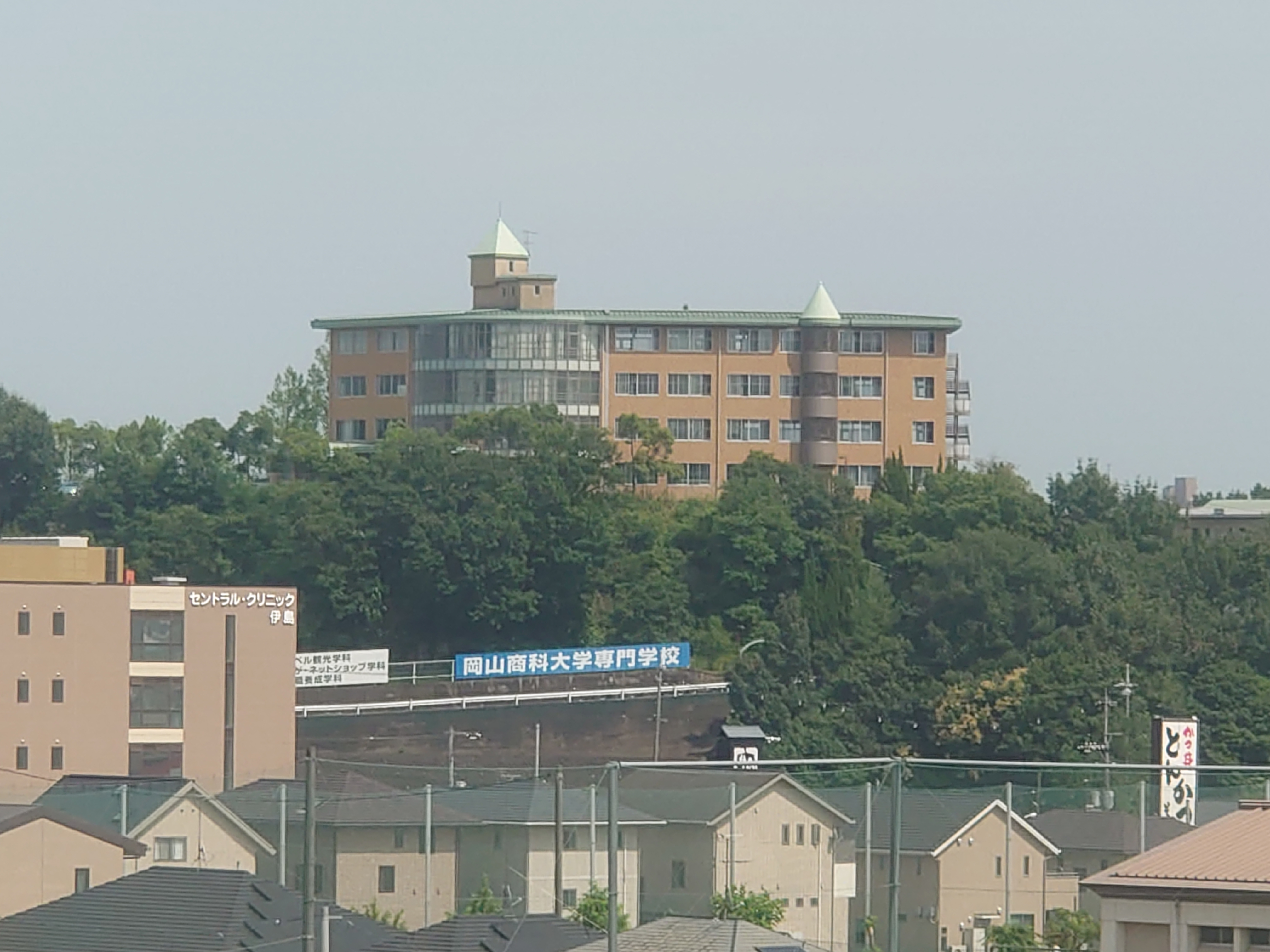
岡山商科大学から眺めた岡山商科大学専門学校

- 岡山商科大学附属高等学校

- 岡山商科大学専門学校（COS）

## 著名な関係者

### 教職員
- 安宅敬祐 - 元法学部教授、財政学者、元岡山市長
- 宍戸圭介 - 元法学部長、法学者、岡山大学大学院教授
- 九鬼一人 - 法学部名誉教授、哲学者
- 水野忠恒 - 法学研究科特任教授、元東京大学客員教授
- 石島弘 - 法学研究科教授、元日本税法学会理事
- 粟屋剛 - 法学部特任教授、生命倫理学者、元釧路市議会議員、元アジア生命倫理学会副会長、元国際臨床生命倫理学会会長
- 山下登 - 法学部教授、法学者
- 青井秀夫 - 法学部教授、東北大学名誉教授、元ゲッチンゲン大学客員教授
- 伊藤治彦 - 法学部教授、法学者、元I.A.L.S客員研究員
- 倉持弘 - 法学部准教授、法学者
- 田中将人 - 法学部准教授、政治学者、早稲田大学大学院非常勤講師
- 浜田和樹 - 経営学部特任教授、元ダートマス大学客員研究員
- 古川澄明 - 経営学部名誉教授、山口大学名誉教授
- 伴恒信 - 経営学部教授、元ユネスコ教育研究所職員、元文科省職員、ニューヨーク州立大学バッファロー校客員研究員
- 箕輪弘嗣 - 経営学部准教授、工学者
- 佐藤豊信 - 経済学部特任教授、元カリフォルニア大学デービス校研究員、元日本学術振興会奨励研究員
- 三谷直紀 - 経済学部特任教授、元OECD事務局エコノミスト、元オックスフォード大学客員教授
- 吉井昌彦 - 経済学部教授、経済学者

### 出身者
- 大城一郎（政治家、八幡浜市長）
- 中西省吾（政治家、鏡野町議会議員、副議長）
- 山下智之（政治家、広島県議会議員）
- 東原章（政治家、坂出市議会議員）
- 若谷修治（政治家、坂出市議会議員）
- 吉田親司（作家）
- 三羽省吾（作家）
- 川口素生（歴史研究家・文筆家）
- 大立恭平（プロ野球選手、読売ジャイアンツ）
- 近藤弘樹（プロ野球選手、東京ヤクルトスワローズ）
- 蔵本治孝（プロ野球選手、東京ヤクルトスワローズ）
- 藤井裕（野球監督、関西高等学校）
- 森下純弘（プロハンドボール選手）
- 山本豊秀（ゴルフ選手）
- 岡祐丞（ゴルフ選手）
- 三島武蔵（ゴルフ選手）
- 筒井敦史（競輪選手）
- 舩越裕之（元アプライド社長）
- おのさなえ（女優）
- 河田章（郷土史家）
- 大森千賀子（柔道家）
- 石井敏弘（推理作家（江戸川乱歩賞受賞）
- 劉利国（大連外国語大学日本語学院教授、元学院長）
- 菅形基道（備前焼陶芸家、伝統工芸士会会長）
- 畑定行（実業家、岡山スバル自動車代表取締役社長）

## アクセス
- JR岡山駅から岡電バス・中鉄バス「津高・国立病院・免許センター」方面行き約20分、「岡山商大前」下車すぐ。
- 山陽自動車道岡山インターチェンジから、国道53号南に約5分。
- 岡山空港から岡山市内方向に約20分。